# Villa Vacchetta
Villa Vacchetta è una storica residenza Liberty di Caraglio vicino a Cuneo in Piemonte.

## Storia
La villa venne progettata nel 1910 dall'architetto Vacchetta come propria residenza personale.

## Descrizione
L'edificio presenta più corpi di fabbrica che si compenetrano a vicenda, tra cui spicca un'ala alta tre piani innestata al corpo principale della villa, alto due piani. La facciata di quest'ultimo, sul fronte strada, culmina con una torretta in cui è incorniciato un finestrone ellittico sormontato da acroteri.
L’ingresso principale della villa, posto ad un piano rialzato, è preceduto da un loggiato coperto accessibile tramite due diverse scalette ortogonali tra loro, orientata una verso il cancello di accesso e l’altra verso il parco privato in cui è immersa la villa.
L'edificio è ricco di decori floreali, alcuni presenti in facciata sotto forma di decorazioni in litocemento e altri ancora nei motivi spiccatamente Liberty delle ringhiere in ferro battuto.